# Arnaut Daniel
Arnaut Daniel de Riberac foi um trovador do século XIII, cuja obra foi escrita em occitano, mais especificamente, no dialeto limosino. Foi chamado por Dante de "il miglior fabbro" ("o melhor criador") e por Petrarca, em seus Triunfos, de "gran maestro d'amore" e "fra tutti il primo" ("o melhor entre todos"). No século XX, deveu-se ao trabalho de divulgação de Ezra Pound a retomada do interesse por sua obra, que repercutiu no Brasil, por meio dos ensaios e traduções de Augusto de Campos.
Possivelmente, Daniel nasceu no castelo de Ribérac em Périgord no atual departamento francês da Dordonha, em data desconhecida, mas que pode se situar por volta de 1150 ou 1160, pois em um de seus poemas menciona ter assistido à coroação do rei Felipe II Augusto (1180), além disso já era um trovador conhecido em torno do ano 1195.
Devido a sua inventividade, Daniel é considerado um dos principais representantes do trobar clus, estilo hermético da poesia trovadoresca. Foram conservadas 18 composições suas, duas delas com música, tratando sempre, salvo em uma, de tema amoroso. É considerado o criador da sextina, uma canção com estrofes de seis versos, cujo primeiro exemplo seria Lo ferm voler qu`el cor m`intra.
A admiração de Dante por Daniel foi representada em pelo menos dois momentos, um no De vulgari eloquentia, outro na Divina Comédia, na qual é narrado o encontro de ambos poetas. Nessa passagem, Dante não utilizou sua língua materna, o italiano em dialeto toscano, mas sim a língua de Daniel, o occitano:

«Tan m'abellis vostre cortes deman,

qu'ieu no me puesc ni voill a vos cobrire.

Ieu sui Arnaut, que plor e vau cantan;

consiros vei la passada folor,

e vei jausen lo joi qu'esper, denan.

Ara vos prec, per aquella valor

que vos guida al som de l'escalina,

sovenha vos a temps de ma dolor»

(Purg., XXVI, 140-147)
Outra referência a Arnaud Daniel aparece no poema The Waste Land, em cuja dedicatória a Ezra Pound, T.S. Eliot grafou "il miglior fabbro" assim como Dante chamara Daniel.
No Brasil, a enigmática palavra "noigandres" que aparece em um dos seus poemas (Henri Pascal de Rochegude, autor do Essai d'un glossaire occitanien: pour servir à l'intelligence des poésies des Troubadours um dicionário publicado em Toulouse em 1819 registra a palavra como sendo a noz moscada, todavia, há a hipótese de vir a ser um erro de ortografia, sendo o verso original jois lo grans e l'olors d'enuo gandres) serviu de título da revista divulgadora da poesia concreta.

«Er vei vermeills, vertz, blaus, blancs, gruocs, 

vergiers, plais, plans, tertres e vaus; 

e'il votz dels auzels son'e tint 

ab doutz acort maitin e tart: 

so'm met en cor q'ieu colore mon chan 

d'un'aital flor don lo fruitz si'amors 

e jois lo grans e l'olors de noigandres»